# オリヴァー・ウォルコット (財務長官)
オリヴァー・ウォルコット・ジュニア（英語: Oliver Wolcott Jr., 1760年1月11日 - 1833年6月1日）は、アメリカ合衆国の政治家。1795年から1800年までアメリカ合衆国財務長官を、1817年から1827年までコネチカット州知事を務めた。

## 生涯
1760年1月11日、コネチカット植民地リッチフィールドにて、同名の父親オリヴァー・ウォルコットの息子として生まれる。1771年、ウォルコットはリッチフィールド中等学校に入学し、2年後の1773年にイェール大学に入学した。そして1778年にイェール大学を卒業すると、リッチフィールド法学大学院へと進んで法律を勉強し、1781年に法廷弁護士に認定された。
1784年、ウォルコットはアメリカ合衆国とコネチカット州との間の権利主張を仲裁するため、調停役の1人に任命された。その後1788年から1790年までコネチカット州の会計監査役を務めた後、ウォルコットは財務省の会計監査役に指名され、1791年に財務省の会計監査役に就任した。
1795年、ウォルコットはアレクサンダー・ハミルトンの後任としてジョージ・ワシントンのもと、財務長官に任命されたが、評価を得られず1800年に辞任した。
ウォルコットはハミルトンの金融哲学や理念に対する熱心な支持者であり、ハミルトンと対立するトーマス・ジェファーソンらから強烈な攻撃を受け続けた。ウォルコットの財政計画は議会で幾度となく批判に晒されたが、ジョン・アダムズの支援により計画通り遂行することができた。
その後ウォルコットはコネチカット州第2巡回裁判所の判事となるため、1800年の大統領選挙中に辞職し、1801年から1802年まで巡回裁判所判事を務めた。
ウォルコットは1803年から1815年までニューヨーク市の企業に勤めたのち、リッチフィールドで隠居生活に入った。1817年、ウォルコットはコネチカット州知事に寛大党から出馬し、当選を果たした。ウォルコットは父や祖父のロジャー・ウォルコットに倣い、知事の職を10年間務めた。ウォルコットの在任中、州の経済は安定した成長を続け、穏健な政策で高い評判を得た。
1833年6月1日、ウォルコットはニューヨーク市で死去した。ウォルコットの遺体はリッチフィールドの東墓地に埋葬された。
ウォルコットは1785年6月1日にエリザベス・スタッダードと結婚した。2人の間には最終的に息子5人、娘2人が生まれている。